# Eric Chu
Eric Chu ou Chu Li-luan (en chinois : 朱立倫 ; pinyin : Zhū Lìlún) est un homme politique taïwanais né le 7 juin 1961 à Bade dans le comté de Taoyuan. Membre du Kuomintang (KMT), il devient en 2009 vice-Premier ministre et ministre de la protection des consommateurs. En 2010, Chu est élu maire de Nouveau Taipei et président du KMT en janvier 2015. Après son large échec à l'élection présidentielle de 2016, il démissionne de la présidence du KMT. Il est réélu à la présidence du KMT en septembre 2021.

## Biographie
En novembre 2010, Chu se présente à la mairie de Nouveau Taipei et bat la candidate du Parti démocrate progressiste (Minjindang), Tsai Ing-wen. Chu est réélu en novembre 2014 face à You Si-kun (en) du Minjindang.
En janvier 2015, Chu, seul candidat, est élu président du KMT.
En juillet 2015, Hung Hsiu-chu reçoit la nomination du KMT pour l'élection présidentielle de janvier 2016 mais devant les faibles scores de Hung dans les sondages l'opposant à Tsai Ing-wen (plus de 20 points de pourcentage de retard), le KMT décide de tenir un nouveau congrès national en octobre 2015 pour choisir un nouveau candidat. Lors de ce congrès, la candidature de Hung est annulée et Chu est choisi comme nouveau candidat du parti.
Une fois choisi candidat, Chu se retire temporairement du poste de maire de Nouveau Taipei et laisse la place à Hou You-yi.
Le 16 janvier 2016, Chu est largement battu par Tsai Ing-wen et obtient 31,04 % des voix. Le KMT perd aussi les élections législatives tenues à la même date (35 sièges sur 113, contre 68 pour le DPP) et Chu annonce sa démission du poste de président du KMT. Il est remplacé à titre intérimaire par Huang Min-hui (en), puis à partir d'une élection des membres du parti en mars, par Hung Hsiu-chu. Chu redevient maire de Nouveau Taipei en janvier 2016.
Il redémissionne le 25 décembre 2018 et annonce sa candidature à l'investiture du KMT pour l'élection présidentielle de 2020. Chu est de nouveau remplacé par Hou You-yi au poste de maire de Nouveau Taipei. En juillet 2019, Chu est battu à l'investiture du KMT. Il obtient 17,9 % des voix et est devancé par Han Kuo-yu (44,8 % des voix) et Terry Gou (27,7 %).
En août 2021, Eric Chu est de nouveau candidat à l'élection du président du KMT qui se tient le 25 septembre. Il est opposé au président sortant, Johnny Chiang (en), qui est critiqué pour son peu d'empressement à discuter avec les dirigeants de la Chine continentale. Chu est élu avec 46 % des voix devant Chang Ya-chung (en) (32,6 %) et Johnny Chiang qui ne recueille que 18,9 % des voix,.
La position de Chu sur les relations entre Taïwan et la Chine continentale est considérée comme modérée pour un dirigeant du KMT : s'il souhaite une bonne relation avec la Chine, il ne souhaite toutefois pas la réunification.